# Andornaktálya
Andornaktálya è un comune dell'Ungheria di 2.685 abitanti (dati 2001). È situato nella contea di Heves.